# Maxine Woodside
Maxine Woodside Sotomayor (Guadalajara, Jalisco, 22 de agosto de 1948) es una periodista y presentadora de radio y de televisión mexicana, más conocida como La Reina de la Radio y la titular del programa de radio Todo para la mujer, que se transmite en Radio Fórmula desde el 16 de octubre de 1989.
Actualmente es uno de los programas de radio mexicanos de mayor audiencia, que se transmite por 103.3 FM, 970 AM y por Telefórmula.

## Biografía

### Su familia
Su padre, nacido en Missouri, Estados Unidos, y de nombre Garrett Woodside Davenport, se trasladó a México para trabajar en la aerolínea Mexicana de Aviación como piloto. Su madre, Angelina Sotomayor, nació en Guadalajara. Maxine es la única hija del matrimonio entre Garrett y Angelina; tuvo varios medios hermanos y varias medias hermanas de anteriores matrimonios de sus padres: su hermana mayor, Alma Guzmán (†) estuvo casada hasta su fallecimiento con el actor Joaquín Cordero; su hermano Garret falleció en un accidente de coche, y una hermana mayor falleció antes de que Maxine naciera.
A los 17 años Maxine contrajo nupcias con Fernando Iriarte y cuatro años después se divorciaron. Con su marido procreó dos hijos: Alejandro (†) y Fernando Iriarte, este último casado con la cantante mexicana Yuri por tres años, y con la cantante Mayte Lascurain, del grupo musical Pandora, por cinco años.
 Después de su divorcio con Fernando Iriarte, tuvo una relación de 25 años con Pepe Madero.

### Radio y televisión
Maxine empezó como modelo de la marca de botas Bobby Boots y en el programa de televisión  Max Factor, las estrellas y usted. Luego entró a los noticiarios de Televisa, donde daba el pronóstico del tiempo en programas de noticias junto a Joaquín López-Dóriga, a Ricardo Rocha y a Juan Ruiz Healy. Posteriormente, se unió al equipo de Jacobo Zabludovsky, donde hacía reportajes de espectáculos y culturales.
En 1989, se unió a Grupo Radio Fórmula como la conductora titular de Todo para la Mujer, y tuvo como primera invitada a Yuri. Durante sus inicios, el programa se enfrentó con varios obstáculos, ya que Maxine estuvo vetada de Televisa y, por consiguiente, actores y cantantes de Televisa no acudían a su programa.
En 1997, regresó a Televisa con el programa televisivo De boca en boca, acerca de noticias y chismes del espectáculo. Compartió créditos con diversos comentaristas, entre los que destacan Verónica Gallardo, Ana María Alvarado y Fabián Lavalle.
En 2001, condujo Trapitos al Sol, otro programa de noticias y chismes del espectáculo. Compartió créditos en pantalla con Juan José Origel, Horacio Villalobos, Alfonso Vera y Esteban Arce.

#### Programas de televisión
Ha participado también en los siguientes programas de televisión:
- Por ella soy Eva 2012
- Esperanza del corazón 2011[14]
- Mujeres asesinas 2010
- Premios TV y Novelas 2008
- 100 Mexicanos Dijeron 2004
- Big Brother VIP: México 2004
- Pa’lante con Cristina 2004

## Publicaciones
En noviembre del 2013, junto con la Editorial Diana, publicó el libro Momentos que cambian tu vida, basado en más de 200 entrevistas que ha realizado a lo largo de su carrera a múltiples personalidades del espectáculo.